# Aquarius Reef Base

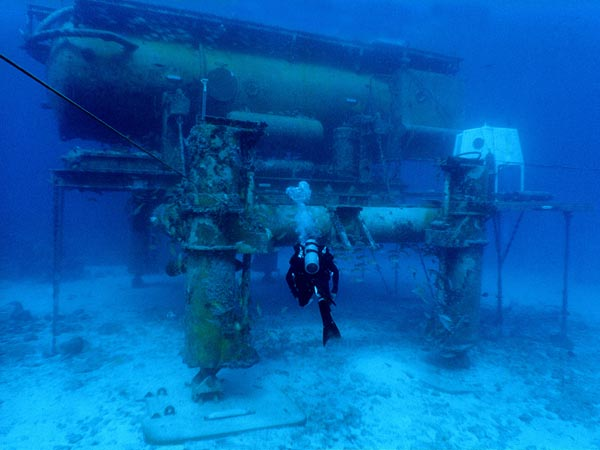
L'Aquarius

L'Aquarius Reef Base è un laboratorio sottomarino situato a nove chilometri al largo di Key Largo in Florida e ancorato sul fondo dell'oceano, 19 metri sotto la superficie, vicino alla barriera corallina Conch Reef. Fino al 2014 Aquarius era di proprietà della National Oceanic and Atmospheric Administration (NOAA) e gestita dalla University of North Carolina Wilmington mentre da allora è di proprietà della Florida International University. Nell'ambito della FIU Marine Education and Research Initiative, il Medina Aquarius Program è dedicato allo studio e alla conservazione degli ecosistemi marini in tutto il mondo e sta migliorando la portata e l'impatto della FIU sulla ricerca, la sensibilizzazione scolastica, lo sviluppo tecnologico e la formazione professionale. Dal 2001 la NASA lo usa per le sue missioni analoghe NEEMO (NASA Extreme Environment Mission Operations); gli astronauti trascorrono due settimane all'interno di Aquarius per simulare le attività svolte durante una missione spaziale su un asteroide, pianeta o luna. 

## Storia
L'Aquarius, progettato da Perry Submarine Builders e costruito da Victoria Machine Works, venne costruito a Victoria, Texas, nel 1986. Il suo nome originale era "The George F. Bond", dal nome del medico e subacqueo della Marina militare statunitense, padre del Sealab e dell'immersione in saturazione. Le operazioni subacquee inizialmente vennero svolte nell'Isola di Santa Catalina, in California, ma poi trasferite alle Isole Vergini Americane. Dopo l'uragano Hugo nel 1989, Aquarius fu portato a Wilmington per le riparazioni, e fu posizionato nelle Florida Keys nel 1993. Aquarius si trova sotto 19 metri di acqua vicino a una barriera corallina all'interno del Florida Keys National Marine Sanctuary, un sito ideale per studiare la salute delle barriere coralline sensibili.
A causa dei tagli al budget, la National Oceanic and Atmospheric Administration (NOAA) cessò di finanziare l'Aquarius nel settembre 2012 e anche l'University of North Carolina Wilmington che gestiva Aquarius non fu più in grado di fornire finanziamenti per continuare le operazioni. La Aquarius Foundation venne istituita nel tentativo di mantenere Aquarius funzionante.
Nel gennaio 2013, l'Aquarius divenne di proprietà della Florida International University.

## Obiettivi

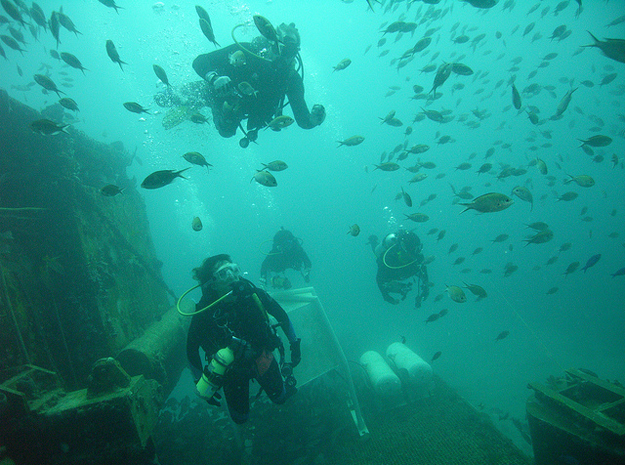
Degli Aquanauti durante un'uscita dall'Aquarius

Il laboratorio viene spesso utilizzato dai biologi marini per i quali Aquarius funge da base per studiare la barriera corallina, i pesci e le piante acquatiche che vivono nelle vicinanze e la composizione dell'acqua di mare circostante. Aquarius ospita sofisticate attrezzature di laboratorio e computer, consentendo agli scienziati di eseguire ricerche e processare campioni senza lasciare la struttura subacquea. L'habitat può ospitare quattro scienziati e due tecnici per missioni di dieci giorni circa. Gli scienziati dell'Aquarius sono spesso chiamati "Aquanauti", poiché vivono sott'acqua a pressione sottomarina per un periodo pari o superiore a 24 ore continue senza tornare in superficie. Una tecnica nota come immersione in saturazione permette agli acquanauti di vivere e lavorare sott'acqua per giorni o settimane alla volta. Dopo 24 ore sott'acqua a qualsiasi profondità, il corpo umano diventa saturo di gas disciolto. Con l'immersione in saturazione, i subacquei possono prevedere con precisione di quanto tempo hanno bisogno per decomprimere prima di tornare in superficie; queste informazioni limitano il rischio di malattia da decompressione. Vivendo nell'habitat dell'Aquarius e lavorando alla stessa profondità sul fondo dell'oceano, gli acquanauti sono in grado di rimanere sott'acqua per tutta la durata della loro missione. Inoltre, poiché Aquarius consente le immersioni in saturazione, le immersioni dall'habitat possono durare fino a nove ore alla volta; in confronto, le immersioni superficiali di solito durano una o due ore. Questi lunghi tempi di immersione consentono un'osservazione ambientale che altrimenti non sarebbe possibile. Le stazioni secondarie sulla barriera corallina fuori dall'Aquarius consentono agli acquanauti di riempire le bombole durante le immersioni.

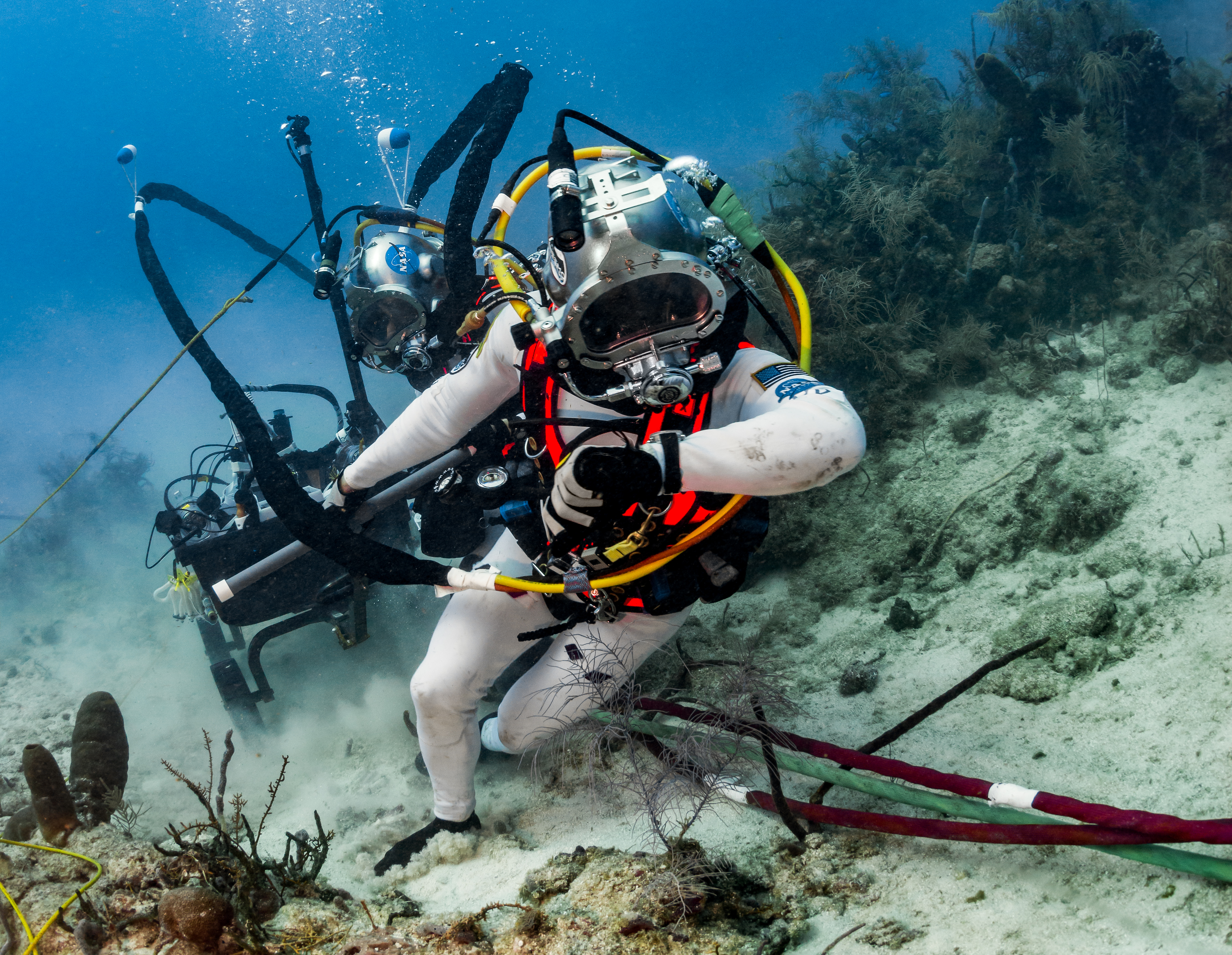
Due aquanauti di NEEMO 22 mentre svolgono un'EVA simulata

Dal 2001 la NASA usa Aquarius per le sue missioni analoghe NEEMO (NASA Extreme Environment Mission Operations), inviando gruppi di astronauti per simulare missioni di esplorazione spaziale umana. Proprio come lo spazio, il mondo sottomarino è un luogo ostile per gli esseri umani. I membri dell'equipaggio NEEMO sperimentano alcune delle stesse sfide che avrebbero su un asteroide, un pianeta o una luna. Durante le missioni NEEMO, gli acquanauti sono in grado di simulare la vita su un veicolo spaziale e testare le tecniche delle attività extraveicolari per le future missioni spaziali. La condizione subacquea ha l'ulteriore vantaggio di permettere alla NASA di aggiungere peso ai corpi degli acquanauti per simulare i diversi ambienti gravitazionali.
Dal 1º giugno al 2 luglio 2014, Fabien Cousteau e il suo equipaggio hanno trascorso 31 giorni vivendo e lavorando nell'Aquarius in omaggio alla spedizione subacquea di 30 giorni di Jacques Cousteau nel 1963. Cousteau ha stimato che l'equipaggio ha raccolto l'equivalente di due anni di dati sulle immersioni in superficie durante la missione, sufficienti per dieci articoli scientifici.

## Struttura dell'habitat

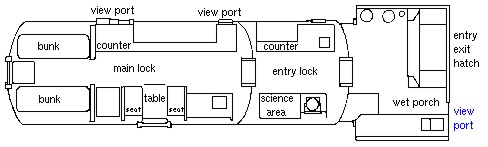
La pianta dell'Aquarius

L'Aquarius è costituito da tre scomparti: Wet porch, Entry Lock e Main Lock. L'accesso all'acqua avviene attraverso il "wet porch", una camera dotata di moon pool, che mantiene la pressione dell'aria all'interno del wet porch alla stessa pressione dell'acqua a quella profondità ('pressione ambientale'), circa 2,6 atmosfere, attraverso l'equilibrio idrostatico. Il Main Lock (compartimento principale) è in grado di mantenere la normale pressione atmosferica; può anche essere pressurizzato alla pressione ambientale, e di solito è tenuto ad una pressione intermedia tra le due. Lo scomparto più piccolo, l'Entry Lock, è situato tra il wet porch e il Main Lock, e funziona come un airlock in cui gli aquanauti aspettano mentre la pressione si equilibra. Questo design consente al personale di tornare in superficie senza la necessità di usare una camera di decompressione; il personale rimane all'interno del Main Lock per 17 ore prima di tornare in superficie mentre la pressione viene lentamente ridotta per non soffrire della malattia da decompressione dopo la risalita.

## Incidenti

### Danni causati dagli uragani
Diverse missioni dell'Aquarius sono state interrotte o annullate a causa delle condizioni meteorologiche di superficie, soprattutto in caso di uragani. Durante l'uragano Gordon nel 1994, un equipaggio di scienziati e subacquei dovette abbandonare l'Aquarius e risalire in superficie dopo che uno dei generatori dell'habitat prese fuoco. Nel 1998, l'uragano Georges quasi distrusse l'Aquarius, rompendo il giunto di uno dei suoi appoggi, e muovendo due pesi di 3,6 tonnellate situati all'esterno del wet porch. Sia l'uragano Georges sia l'uragano Mitch, alla fine del 1998, distrussero le stazioni secondarie all'esterno dell'Aquarius utilizzate per riempire le bombole degli aquanauti. Nel 2005 l'uragano Rita ruppe due delle ancore del fondale marino dell'habitat e spostò un'estremità dell'Aquarius per più di 3 metri. Nel 2017 l'uragano Irma distrusse la boa di supporto vitale da 42 tonnellate dell'habitat dal suo ormeggio e la spinse a 22 km di distanza dal canale Lignum Vitae Channel, oltre a danneggiare gli alloggi subacquei e il wet porch. A partire dal 2008, nessuno scienziato o membro del personale è stato ferito nell'Aquarius a causa di temporali.

### Dewey Smith
Il subacqueo Dewey Smith, tecnico dell'Aquarius, che partecipò tra le altre cose alla missione NEEMO 13, è morto durante un'immersione dall'Aquarius nel maggio 2009. Un'indagine successiva ha determinato che la morte di Smith è stata causata da una combinazione di vari fattori, tra cui il fallimento delle componenti elettroniche del suo respiratore a circuito chiuso a causa delle forze idrodinamiche create da un battipalo idraulico utilizzato nelle vicinanze.

## Galleria d'immagini

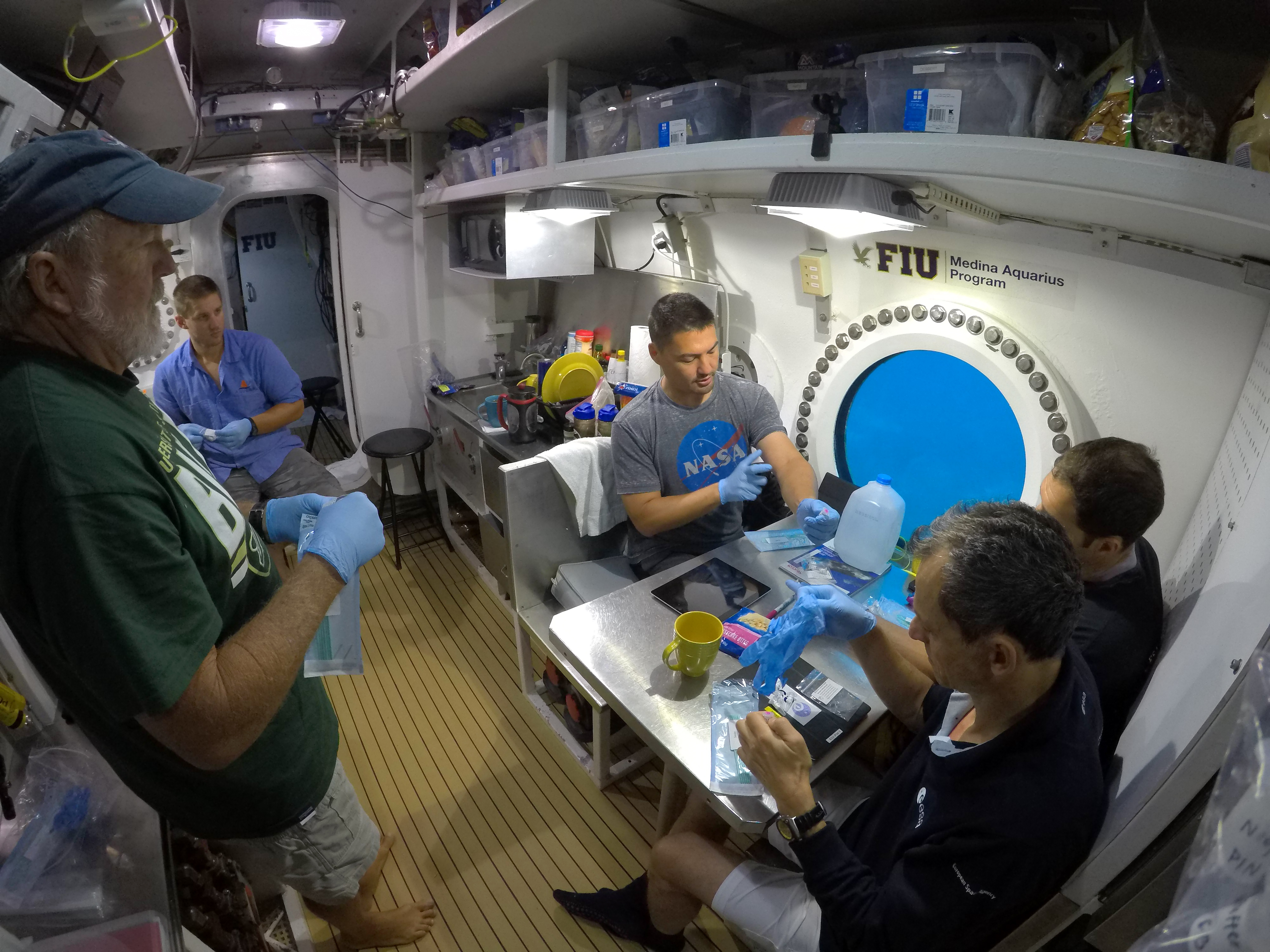
Vista del Main Lock
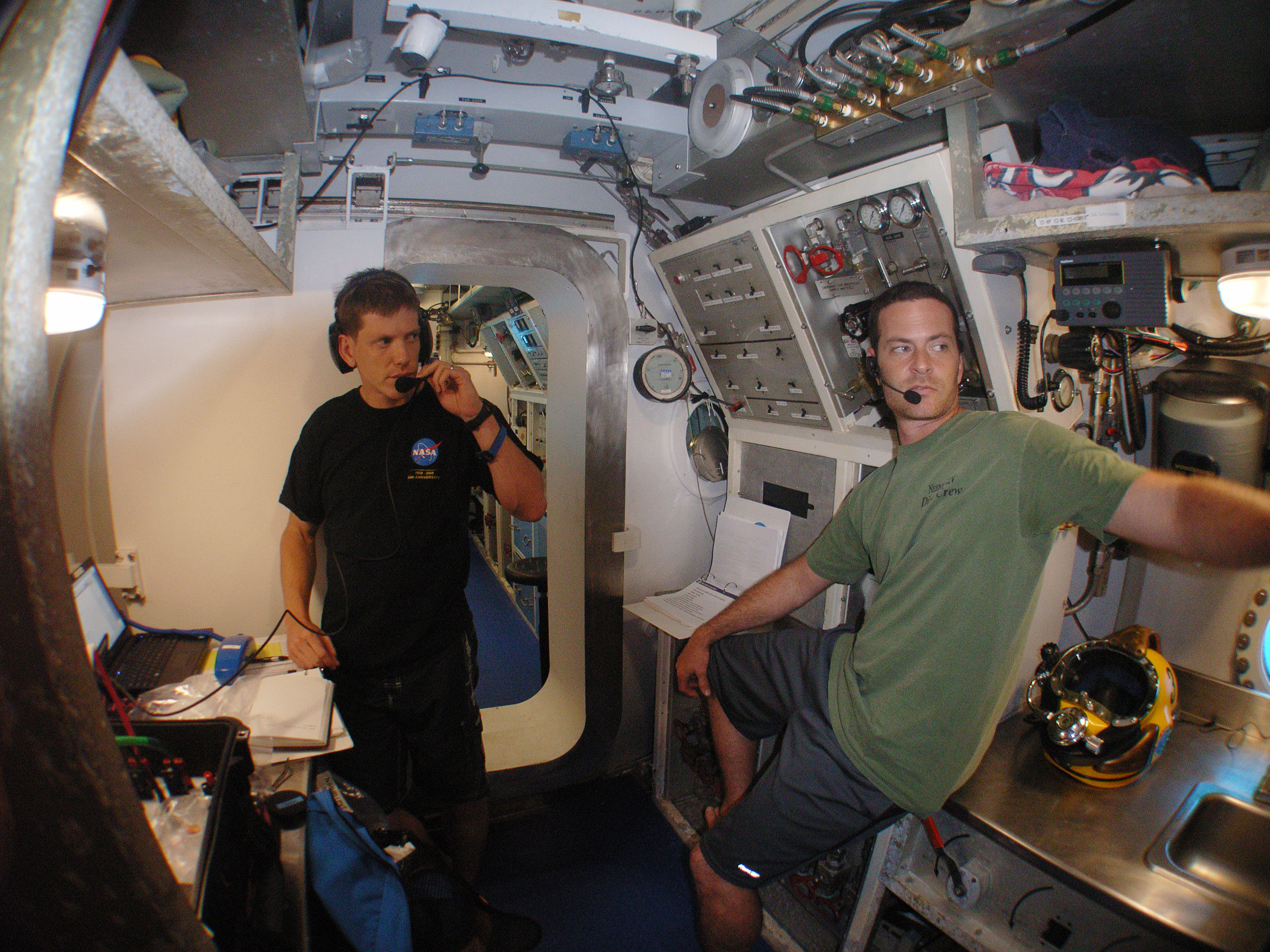
Vista dell'Entry Lock
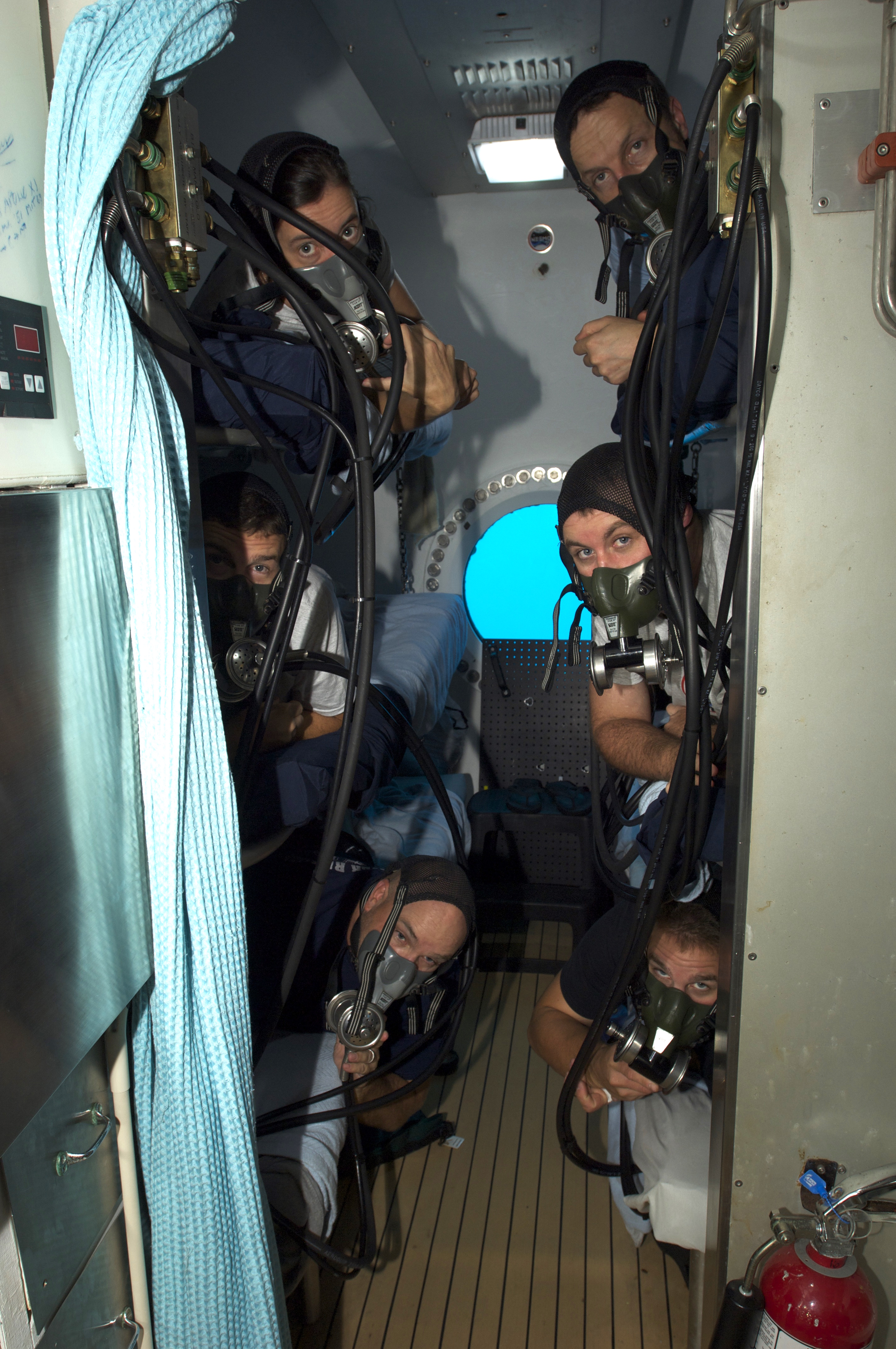
Gli aquanauti durante la decompressione
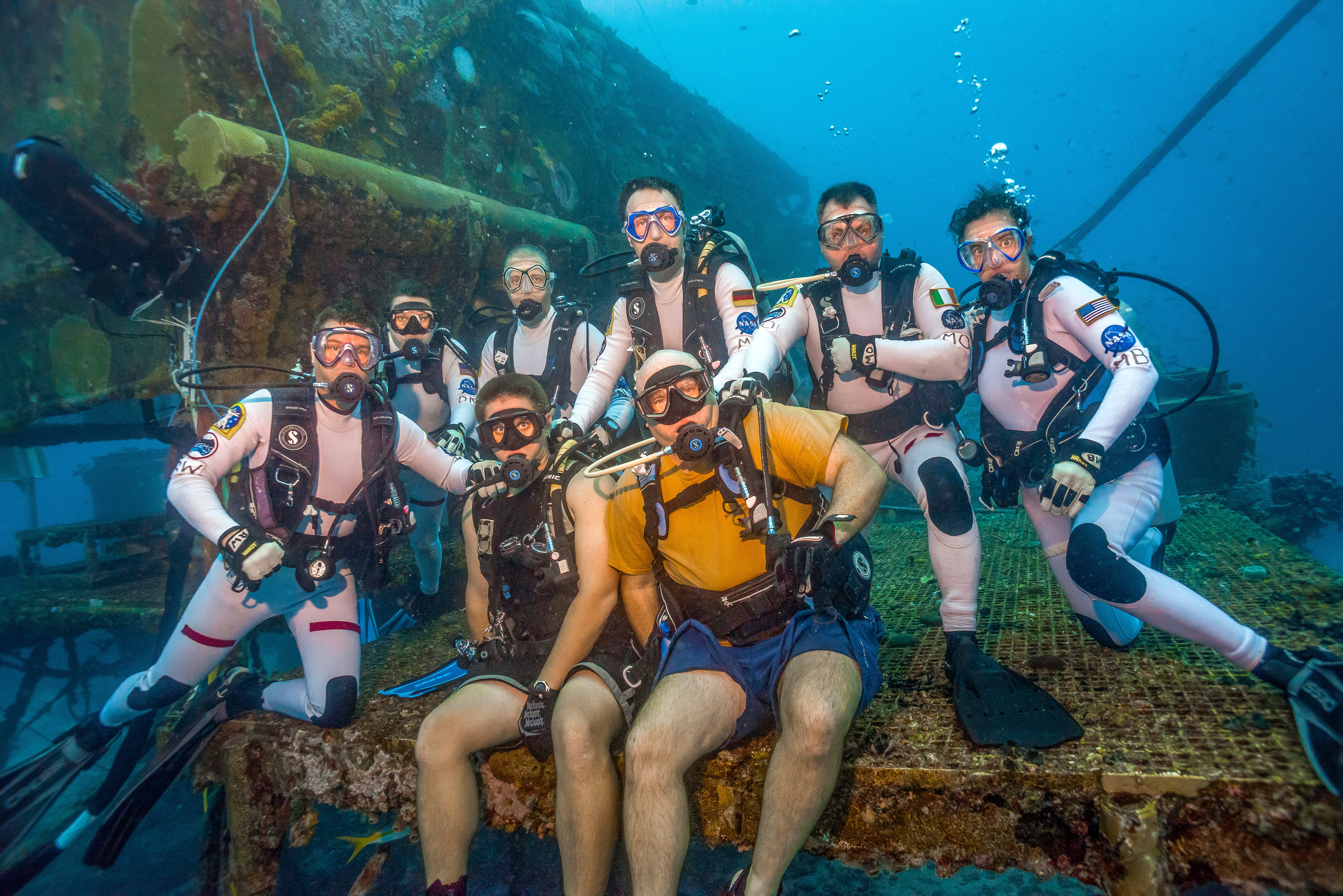
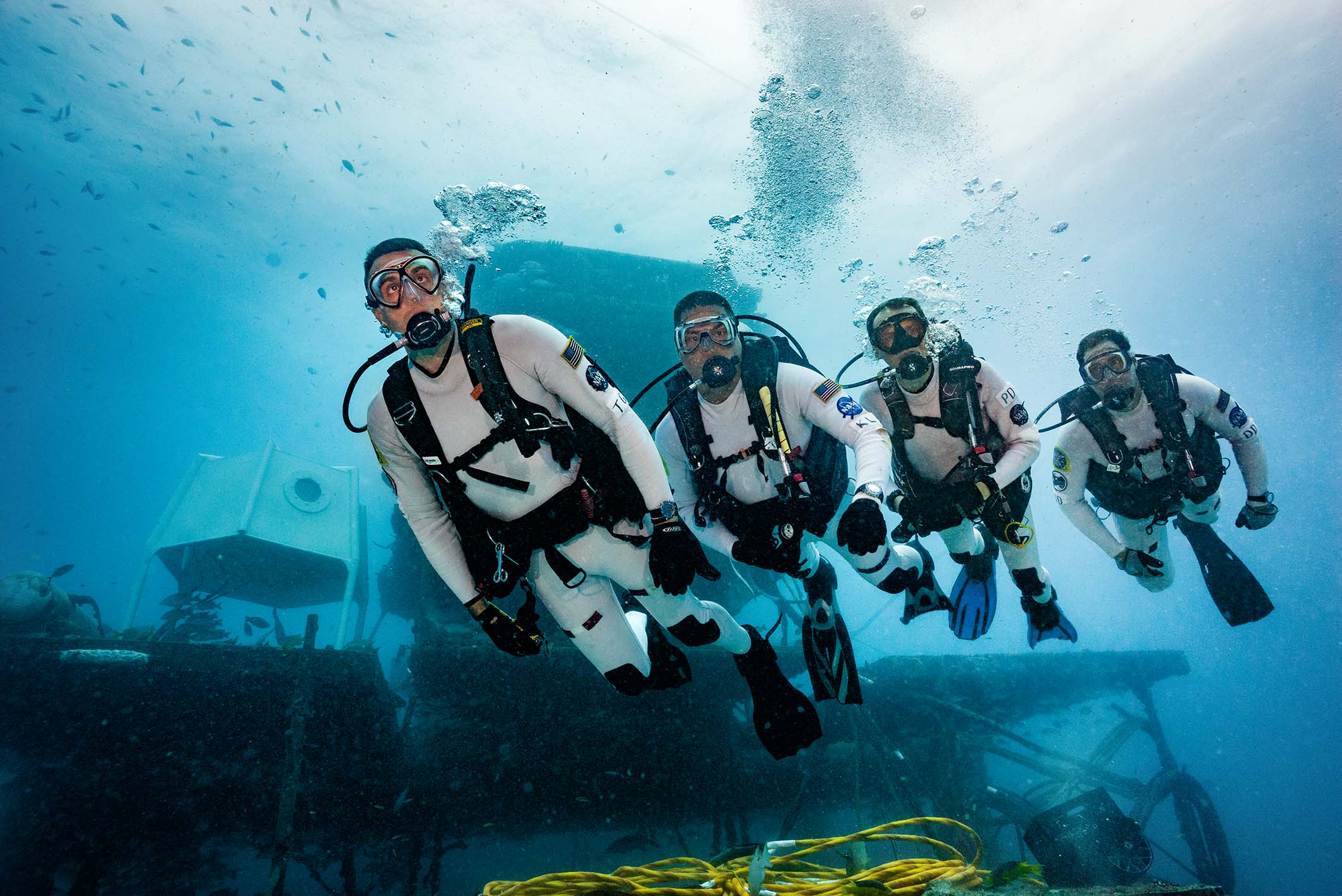